# Linia 1 metra w Nowym Jorku

Mapa linii 1

Linia 1 (IRT Broadway – Seventh Avenue local) – linia nowojorskiego metra, obsługująca zachodnią część Manhattanu. Jej symbolem jest czerwony okrąg z wyśrodkowaną cyfrą 1, koloru białego. Jest to linia lokalna - pociągi zatrzymują się na wszystkich stacjach.
Pociągi kursują całą dobę pomiędzy stacjami South Ferry na dolnym Manhattanie i Van Cortlandt Park – 242nd Street znajdującą się na Bronksie.
Jest to jedna z niewielu linii na Manhattanie, której przebieg poprowadzony jest, na stosunkowo krótkim odcinku ponad poziomem ulicy, na estakadzie.

## Historia
Linia była budowana przez Interborough Rapid Transit Company (IRT) - prywatnego operatora pierwszej linii nowojorskiego metra. Pomiędzy 1904 a 1908 rokiem, otwarto pierwszą część na północ od stacji 42nd street (tzw. West Side Branch). Pociągi jeździły wtedy pomiędzy stacjami City Hall, wzdłuż IRT Lexington Avenue Line po wschodniej stronie Manhattanu, następnie skręcały na zachód (odcinek ten jest obecnie wykorzystywany obecnie przez pociąg wahadłowy 42nd Street Shuttle) by ostatecznie skręcić w 7th Avenue i Broadway (IRT Broadway – Seventh Avenue Line). Linie obsługiwały pociągi lokalne jak i expresowe. Między stacjami Brooklyn Bridge i 96ht Street pociągi ekspresowe zatrzymywały się tylko na niektórych stacjach: Brooklyn Bridge, 14th Street, Grand Central - 42nd Street, 72nd Street i 96th Street. Na południe od stacji Brooklyn Bridge i północ od stacji 96th Street zatrzymywały się zarówno pociągi lokalne jak i ekspresowe. Niektóre pociągi ekspresowe jeździły w godzinach szczytu do stacji Atlantic Avenue na Brooklynie przez Joralemon Street Tunnel pod rzeką East River.
Pierwszym przedłużeniem IRT Broadway – Seventh Avenue Line na południe od stacji 42nd Street – Times Square była stacja 34th Street – Penn Station którą otwarto 3 czerwca 1917 roku. Linia została przedłużona na południe do South Ferry w 1918 roku wraz z krótką odnogą, linią wahadłową pomiędzy stacjami Chambers Street i Wall Street. Cała linia od South Ferry do Van Cortlandt Park – 242nd Street została otwarta 1 sierpnia 1918.
Pociągi lokalne jeździły do South Ferry, natomiast pociągi ekspresowe jeździły odnogą do Wall Street. Ich trasa została wydłużona 15 kwietnia 1919 na Brooklyn do Atlantic Avenue przez Clark Street Tunnel pod East River, który został wtedy otwarty.
Przedłużenia w głąb Brooklynu w postaci Eastern Parkway Line oraz odgałęzień Nostrand Avenue Line i New Lots Line otwarto w przeciągu kilku następnych lat. Pociągi z Manhattanu biegły do stacji Flatbush Avenue lub do New Lots Avenue.
Od 6 lutego 1956 r. linia 1 stała się linią lokalną i niezmiennie jeździ pomiędzy South Ferry a Van Cortlandt Park – 242nd Street.
21 sierpnia 1989 r. linia 1 została podzielona na linie 1 i 9. Niektóre stacje na północ od 137th Street – City College były w godzinach 6:30-19:00 były „przeskakiwane” (ang. skip-stop). Linia 1 przeskakiwała stacje: Marble Hill – 225th Street, 207th Street, 191st Street i 145th Street, natomiast linia 9 przeskakiwała: 238th Street, 215th Street, Dyckman Street i 157th Street. W 1994 roku zawieszono przeskakiwanie stacji. Zaprzestano także omijania stacji 191st Street.
Po atakach na World Trade Center z 11 września 2001r., linia 1 musiała zostać wycofana ze swojego południowego odcinka (poniżej stacji 14th Street), ponieważ jej trasa przebiegała bezpośrednio pod zawalonymi wieżami WTC. Linia 9 i „przeskakiwanie stacji” zostały zawieszone. W zamian za wycofanie z lokalnego tunelu pojechała nim linia 3. 19 września nastąpiła zmiana tras: linia 1 powróciła do lokalnego tunelu pod Środkowym Manhattanem oraz została wydłużona do New Lots Avenue po trasie, którą dotychczas jeździła linia 3, ta w zamian została skrócona do 14th Street (w nocy 1 jeździła tylko do Chambers Street).
15 września 2002 roku linia 1 powróciła na trasę do South Ferry. Została również przywrócona linia 9 i „przeskakiwanie stacji”, natomiast nieczynna stacja Cortlandt Street została wyburzona i odbudowana jako część World Trade Center Transportation Hub pod zmienioną nazwą - WTC Cortlandt.
27 maja 2005 roku linia 9 i „przeskakiwanie stacji” zostały zlikwidowane.
16 marca 2009 roku została otwarta nowa stacja końcowa South Ferry.